# Mustikkasaari (ö i Norra Savolax, Varkaus, lat 62,55, long 28,23)
Mustikkasaari är en ö i Finland. Den ligger i sjön Suvasvesi och i kommunen Leppävirta i den ekonomiska regionen  Varkaus ekonomiska region  och landskapet Norra Savolax, i den sydöstra delen av landet, 300 km nordost om huvudstaden Helsingfors. Öns area är 23,9 hektar och dess största längd är 0,9 kilometer i nord-sydlig riktning.